# Maszyna do robót ziemnych

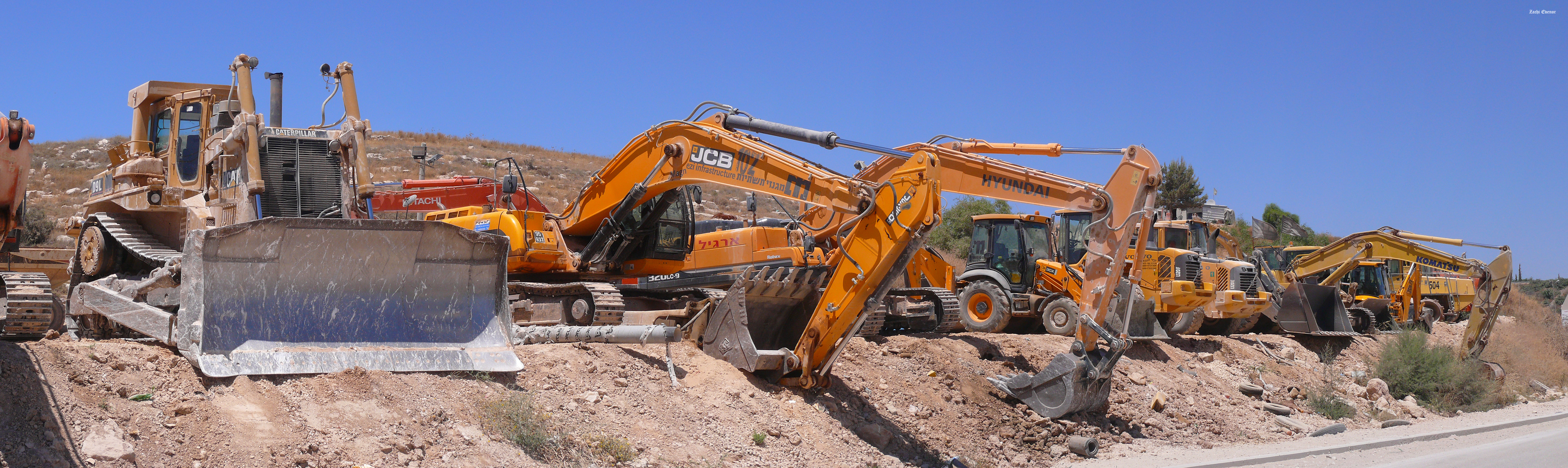
Różne rodzaje maszyn do robót ziemnych

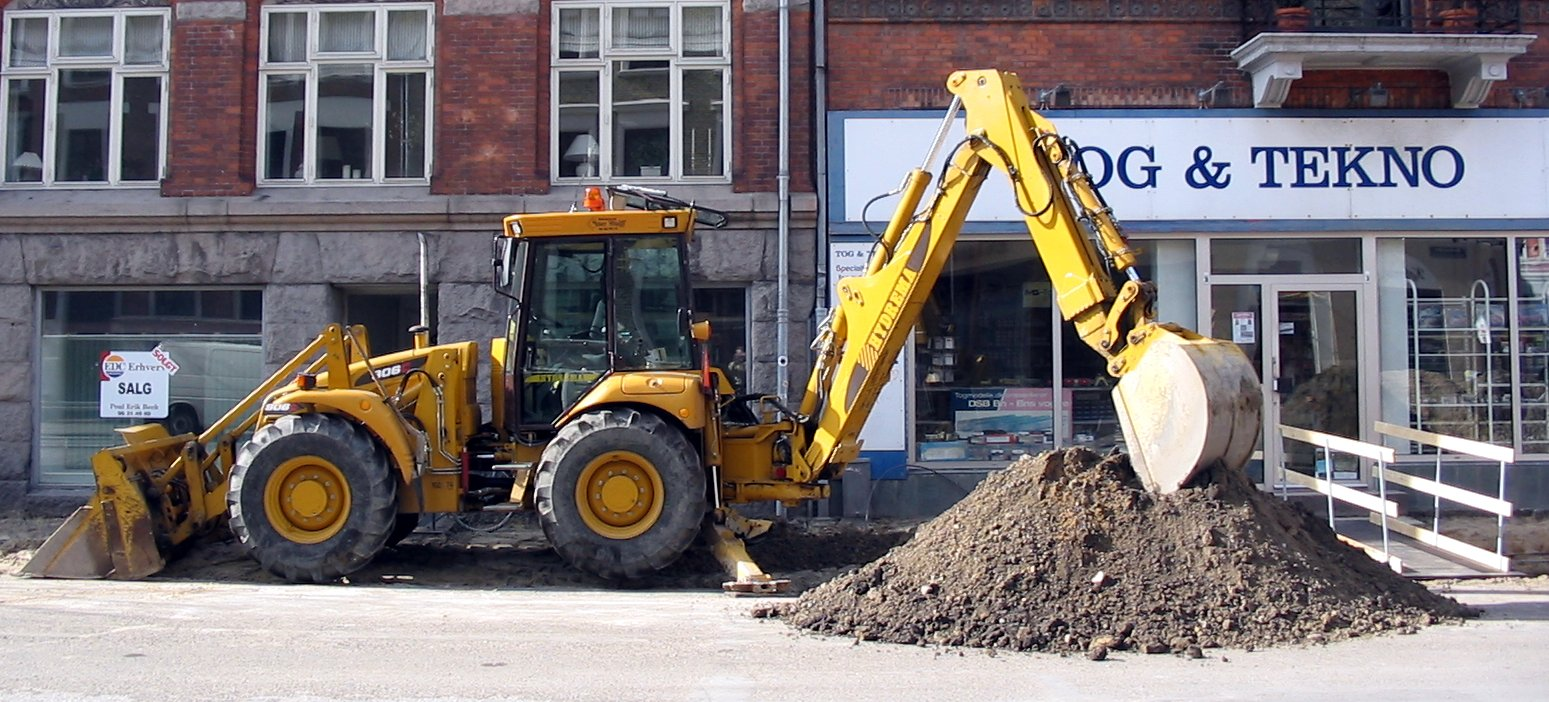
Koparko-ładowarka

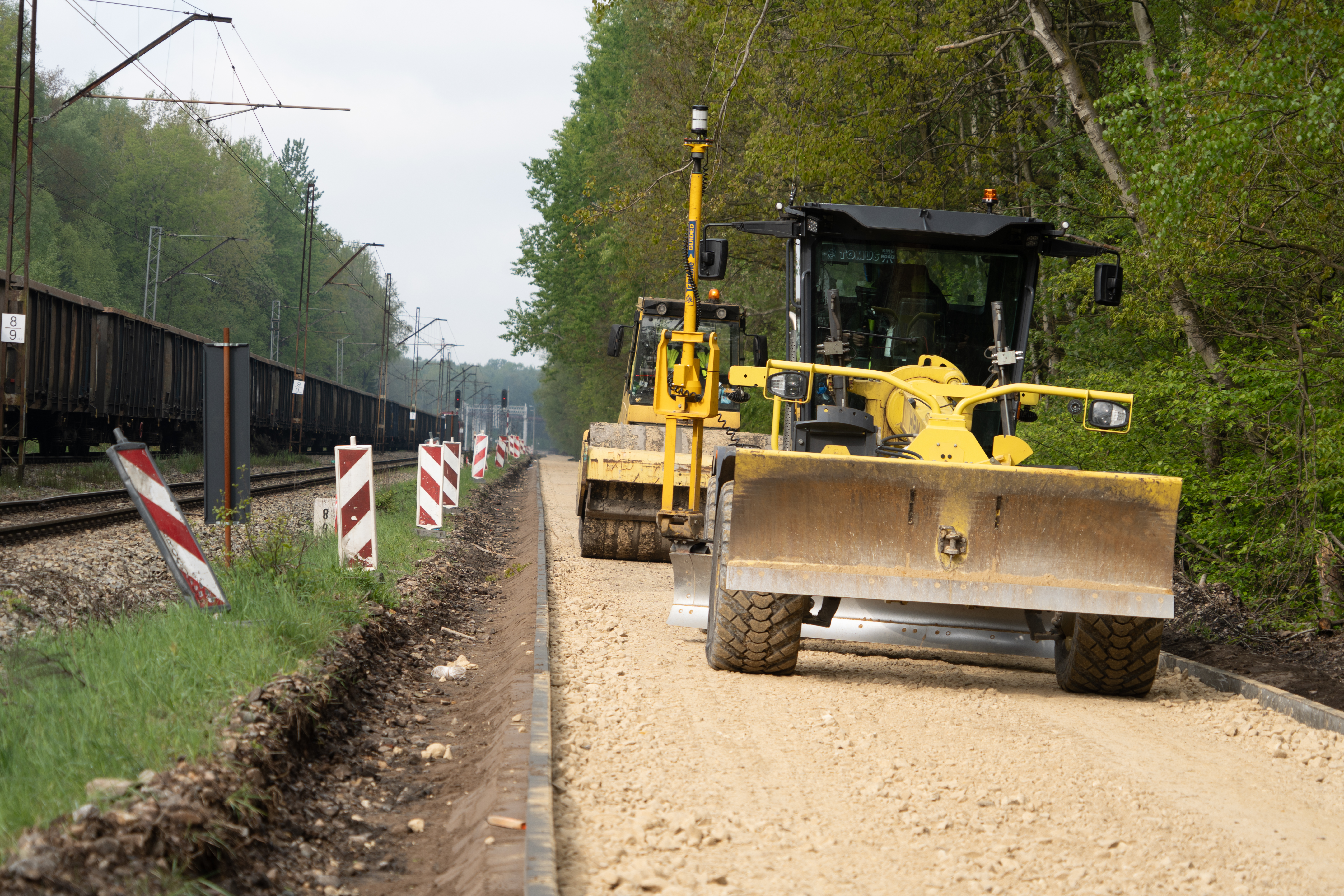
Równiarka wraz z walcem drogowym

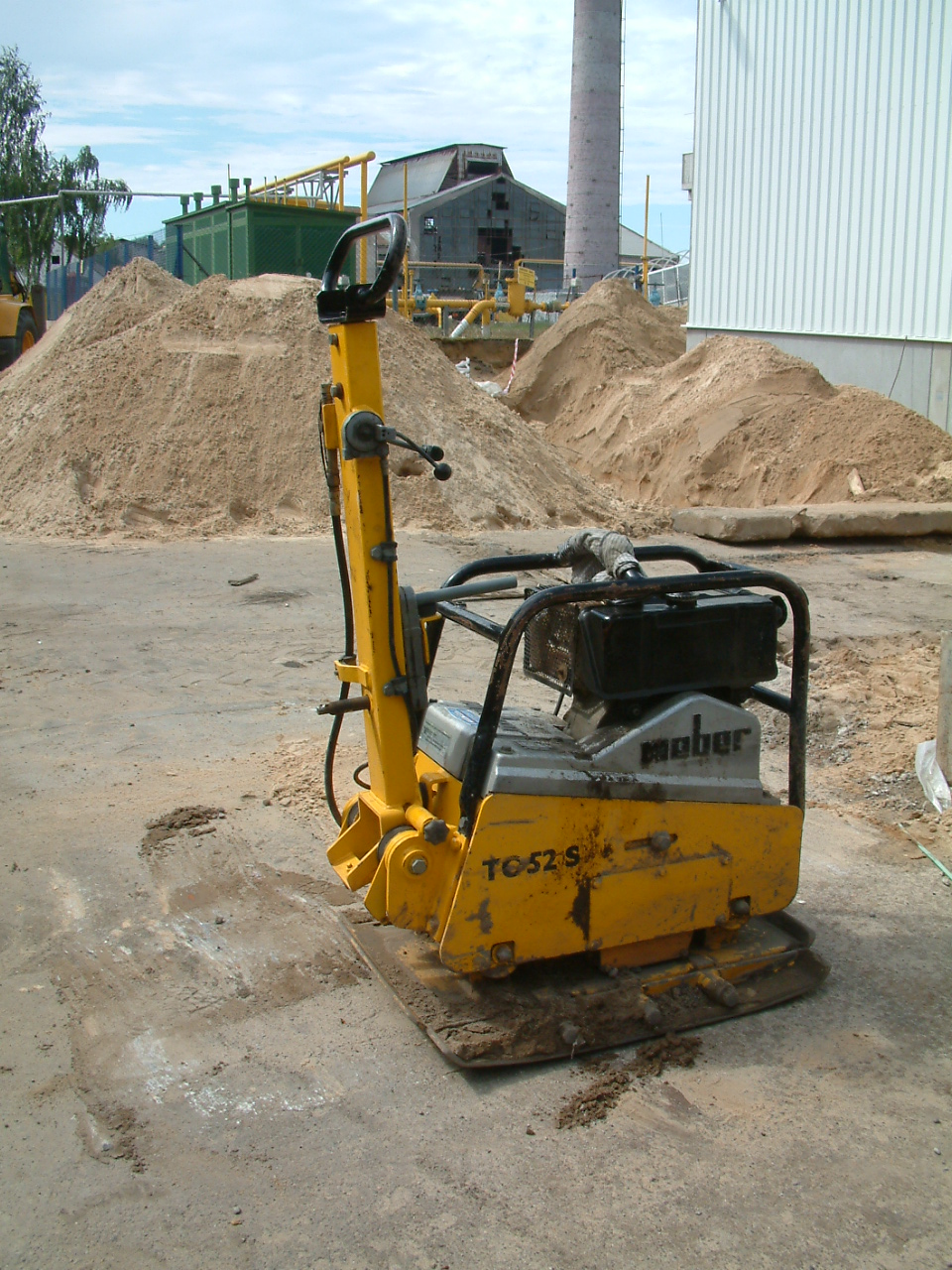
Zagęszczarka płytowa

Maszyna do robót ziemnych – maszyna robocza, z reguły ciężka, służąca do urabiania gruntów różnej kategorii przez:
- oddzielanie (odspajanie) warstwy gruntu zwanej urobkiem
- usuwanie urobku na środki transportowe lub na zwał
- załadunek urobku
- przesuwanie urobku
- zasypywanie urobkiem
- zagęszczanie urobku

Podział maszyn do robót ziemnych ze względu na sposób urabiania gruntu:
- maszyny do odspajania i usuwania urobku (koparki)
- maszyny do ładowania i usuwania urobku (ładowarki)
- maszyny do odspajania i przesuwania urobku (spycharki, zrywarki, równiarki, zgarniarki)
- maszyny do zagęszczania urobku (walce i zagęszczarki)

Podział ze względu na ciągłość ruchu:
- maszyny jednonaczyniowe (ruch przerywany)
- maszyny wielonaczyniowe (ruch ciągły)

Ze względu na rodzaj podwozia:
- gąsienicowe (ciągniki gąsienicowe)
- kołowe (ciągniki kołowe, podwozia samochodowe)
- szynowe
- kroczące
- pontonowe

Ze względu na użycie ciągnika:
- maszyny uciągowe (proces urabiania odbywa się przy udziale uciągu podwozia)
  - spycharki, zrywarki, zgarniarki, równiarki, ładowarki, koparki wielonaczyniowe do rowów, zagęszczarki walcowe
- maszyny bezuciągowe (osprzętowe)
  - koparki jednonaczyniowe, wiertnice i młoty, koparki z osprzętem chwytakowym, zgarniakowym, ładowarkowym, układarki rur z osprzętem zgarniakowym lub ubijarkowym
- maszyny ciągnione (przyczepowe)

Odrębną kategorię maszyn stanowią koparki wielonaczyniowe odkrywkowe, sprzęt pomocniczy taki jak wywrotki terenowe (wozidła terenowe).
Maszyny ciągnikowe można również wyposażyć w osprzęt nie przeznaczony do robót ziemnych:
- osprzęt dźwigowy (żuraw gąsienicowy, układarka rur, podnoszenie ładunków ładowarką lub koparką)
- kafarowy
- osprzęt do przesuwania taśmociągów
- osprzęt specjalny (do robót leśnych, nożycowy, widłowy)

Przy pracach ziemnych w trudnych warunkach terenowych (podłoża o dużej zwięzłości lub zmarzliny), gdzie występują duże obciążenia przekraczające siłę uciągu stosuje się wspomaganie urabiania przez wprowadzenie dodatkowych czynników (sprzężone gazy, wibracje, prąd elektryczny). Metody takie noszą nazwę aktywnych układów urabiania.